# Euphyia fulvicincta
Euphyia fulvicincta là một loài bướm đêm trong họ Geometridae.